# Махачкалинский приборостроительный завод
ОАО «Махачкалинский приборостроительный завод» (сокращенно ОАО «МПЗ») — советское и российское радиотехническое и приборостроительное предприятие, являвшееся одним из крупнейших заводов по производству контрольно-измерительной техники специального и гражданского назначения для авиационной и космической отрасли. Расположено в городе Махачкала по ул. Венгерских бойцов (Омарова). Занимает территорию порядка 6 га.

## История
- 15 января 1958 г. — Распоряжением СМ РСФСР № 5069 от 03.10.1957 г. и Дагсовнархоза № 3-р от 15.01.1958 г. образован Махачкалинский завод радиометрической и дозиметрической аппаратуры (п/я № 10). Завод находился в ведении и подчинении Управления металлобрабатыващей промышленности Дагсовнархоза.
- 1967 г. — Завод передан в ведение шестого Главного Управления Министерства радиотехнической промышленности СССР.
- 1968 г. — Завод переименован в Махачкалинский приборостроительный завод с подчинением Министерству радиотехнической промышленности СССР.
- 1993 г. — Завод акционирован и переименован ОАО «Прибор».
- 1996 г. — Завод переименован в ОАО «Махачкалинский приборостроительный завод».
- 1999 г. — Рейдерский захват завода вооружёнными людьми Шамиля Мусадаева, бывшего охранника мэра города Саида Амирова[1].

В настоящее время, некогда градообразующее предприятие города, на котором было занято до 5000 высококвалифицированных специалистов, находится в упадке. Все производство было остановлено в 1996 г. После рейдерского захвата шло активное разграбление имущества и остатков продукции на складах завода. Территория частично продана, цеха сдаются в аренду многочисленным коммерческим структурам.